# Piper psilorhachis
Piper psilorhachis är en pepparväxtart som beskrevs av C. Dc.. Piper psilorhachis ingår i släktet Piper och familjen pepparväxter. Inga underarter finns listade i Catalogue of Life.